# 強行犯捜査第七係
『強行犯捜査第七係』はNHK BShiの「HVサスペンス（ハイビジョンサスペンス）」枠で2002年6月29日に放送されたドラマ作品である。本放送終了後同年9月17日にNHK BS2で、11月27日にはNHK総合テレビジョンで、また12月4日にNHK BShiで再放送もされた。原作は高村薫作の小説「警視庁捜査一課 第三強行犯捜査第七係」より。

## 出演者
- 神山紘一郎

演 - 渡辺謙
大阪府警捜査1課強行犯捜査第七係の主任。スーツに白のズックという出で立ちで捜査する。原作における合田雄一郎警部補。
- 上田哲司

演 - Mr.オクレ
保谷建設勤務の鉄筋技術者。「大倉一夫を殺した」と通報した直後、投身自殺した。
- 胡麻哲郎

演 - 段田安則
神山の同僚。七係のもう一人の主任。原作における吾妻哲郎警部補。
- 風間三郎

演 - 伊原剛志
神山の部下。通称「風の又三郎」。原作における有沢三郎巡査部長。
- 森川義孝

演 - 山本太郎
神山の部下。原作における森義孝巡査部長。
- 雪野義則

演 - 菊池隆則
神山の部下。通称「雪之丞」。ある個人的な秘密を抱えている。原作における広田義則巡査部長。
- 垂水克己

演 - 桂ざこば
神山の部下。上司である神山や胡麻相手にも「アホ」呼ばわりやべらんめえ口調で対峙するベテラン。原作における肥後和巳巡査部長。
- 松田譲

演 - 嘉島典俊
神山の部下。原作における松岡譲巡査。
- 大石省三

演 - 柴俊夫
神山の上司で七係の係長。原作における林省三警部。
- 三津木

演 - 升毅
阿倍野西警察署刑事課長。
- 秦野幸吉

演 - 松重豊
暴力団幹部。
- 吉岡

演 - 國村隼
捜査4課（マル暴）に所属。
- 清美

演 - 小池栄子
秦野の愛人。吉岡曰く「元モデルの極上のタマ」。
- 山岸隆雄

演 - 鹿内孝
保谷建設専務。上田の上司。
- 守山博史

演 - 関貴昭
保谷建設勤務の鉄筋工で上田の同僚。警察に出頭し、上田に頼まれてライトバンを六甲山に捨てたと供述する。
- 大倉一夫

演 - 麿赤兒
山之内建設勤務の建設現場監督。突如失踪し、上田哲司の通報を受けて「失踪事件」として扱われる。
- 野村治幸

演 - 小谷幸弘
中学生。同じ団地に住む雪野に、同級生が祖母を殺して自宅に放火したと告げる。
- 倉田和巳

演 - 菊地雄麻
野村治幸の同級生。祖母を殺して自宅に放火したと野村に打ち明ける。
- 山村警部補

演 - 橋爪功
倉田和巳が放火したとされる民家火災を担当した吹田北警察署の刑事。神山とは知り合い。